# Grand Prix automobile d'Australie 1990
GP précédent GP suivant
Le Grand Prix automobile d'Australie 1990 (Foster's Australian Grand Prix), disputé sur le circuit urbain d'Adélaïde en Australie le 4 novembre 1990, est la sixième édition du Grand Prix, la 500e épreuve de l'histoire du championnat du monde de Formule 1 courue depuis 1950 et la seizième et dernière manche du championnat 1990.

## Classement
| Pos. | No | Pilote             | Écurie            | Tours | Temps/Abandon                      | Grille | Points |
| ---- | -- | ------------------ | ----------------- | ----- | ---------------------------------- | ------ | ------ |
| 1    | 20 | Nelson Piquet      | Benetton-Ford     | 81    | 1 h 49 min 44 s 570 (167,399 km/h) | 7      | 9      |
| 2    | 2  | Nigel Mansell      | Ferrari           | 81    | + 3 s 129                          | 3      | 6      |
| 3    | 1  | Alain Prost        | Ferrari           | 81    | + 37 s 259                         | 4      | 4      |
| 4    | 28 | Gerhard Berger     | McLaren-Honda     | 81    | + 46 s 862                         | 2      | 3      |
| 5    | 5  | Thierry Boutsen    | Williams-Renault  | 81    | + 1 min 51 s 160                   | 9      | 2      |
| 6    | 6  | Riccardo Patrese   | Williams-Renault  | 80    | + 1 tour                           | 6      | 1      |
| 7    | 19 | Roberto Moreno     | Benetton-Ford     | 80    | + 1 tour                           | 8      |        |
| 8    | 4  | Jean Alesi         | Tyrrell-Ford      | 80    | + 1 tour                           | 5      |        |
| 9    | 23 | Pierluigi Martini  | Minardi-Ford      | 79    | + 2 tours                          | 10     |        |
| 10   | 25 | Nicola Larini      | Ligier-Ford       | 79    | + 2 tours                          | 12     |        |
| 11   | 26 | Philippe Alliot    | Ligier-Ford       | 78    | + 3 tours                          | 19     |        |
| 12   | 8  | Stefano Modena     | Brabham-Judd      | 77    | + 4 tours                          | 17     |        |
| 13   | 14 | Olivier Grouillard | Osella-Ford       | 74    | + 7 tours                          | 22     |        |
| Abd. | 21 | Emanuele Pirro     | BMS Dallara-Ford  | 68    | Moteur                             | 21     |        |
| Abd. | 27 | Ayrton Senna       | McLaren-Honda     | 61    | Accident                           | 1      |        |
| Abd. | 17 | Gabriele Tarquini  | AGS-Ford          | 58    | Moteur                             | 26     |        |
| Abd. | 12 | Johnny Herbert     | Lotus-Lamborghini | 57    | Embrayage                          | 18     |        |
| Abd. | 3  | Satoru Nakajima    | Tyrrell-Ford      | 53    | Accident                           | 13     |        |
| Abd. | 16 | Ivan Capelli       | Leyton House-Judd | 46    | Accélérateur                       | 14     |        |
| Abd. | 11 | Derek Warwick      | Lotus-Lamborghini | 43    | Pression d'huile                   | 11     |        |
| Abd. | 15 | Mauricio Gugelmin  | Leyton House-Judd | 27    | Freins                             | 16     |        |
| Abd. | 22 | Andrea De Cesaris  | BMS Dallara-Ford  | 23    | Allumage                           | 15     |        |
| Abd. | 29 | Éric Bernard       | Lola-Lamborghini  | 21    | Boîte de vitesses                  | 23     |        |
| Abd. | 24 | Gianni Morbidelli  | Minardi-Ford      | 20    | Boîte de vitesses                  | 20     |        |
| Abd. | 7  | David Brabham      | Brabham-Judd      | 18    | Sortie de piste                    | 25     |        |
| Abd. | 30 | Aguri Suzuki       | Lola-Lamborghini  | 6     | Différentiel                       | 24     |        |
| Nq.  | 9  | Michele Alboreto   | Arrows-Ford       |       | Non qualifié                       |        |        |
| Nq.  | 18 | Yannick Dalmas     | AGS-Ford          |       | Non qualifié                       |        |        |
| Nq.  | 10 | Alex Caffi         | Arrows-Ford       |       | Non qualifié                       |        |        |
| Nq.  | 31 | Bertrand Gachot    | Coloni-Ford       |       | Non qualifié                       |        |        |

## Pole position et record du tour
- Pole position : Ayrton Senna en 1 min 15 s 671 (vitesse moyenne : 179,831 km/h)
- Meilleur tour en course : Nigel Mansell en 1 min 18 s 203 au 75e tour (vitesse moyenne : 174,009 km/h).

## Tours en tête
- Ayrton Senna : 61 (1-61)
- Nelson Piquet : 20 (62-81)

## Statistiques
Le Grand Prix d'Australie 1990 représente :
- la 22e victoire de sa carrière pour Nelson Piquet[1] ;
- la 4e victoire pour Benetton en tant que constructeur[2] ;
- la 158e victoire pour Ford en tant que motoriste[3] ;
- le 500e Grand Prix de l'histoire du championnat du monde de Formule 1 depuis 1950 ;
- le dernier engagement en Grand Prix de l'écurie Osella (non qualification).

## Classements généraux à l'issue de la course
| Pos. | Pilote             | Écurie            | Points |
| ---- | ------------------ | ----------------- | ------ |
| 1    | Ayrton Senna       | McLaren-Honda     | 78     |
| 2    | Alain Prost        | Ferrari           | 71     |
| 3    | Nelson Piquet      | Benetton-Ford     | 43     |
| 4    | Gerhard Berger     | McLaren-Honda     | 43     |
| 5    | Nigel Mansell      | Ferrari           | 37     |
| 6    | Thierry Boutsen    | Williams-Renault  | 34     |
| 7    | Riccardo Patrese   | Williams-Renault  | 23     |
| 8    | Alessandro Nannini | Benetton-Ford     | 21     |
| 9    | Jean Alesi         | Tyrrell-Ford      | 13     |
| 10   | Ivan Capelli       | Leyton House-Judd | 6      |
| 11   | Roberto Moreno     | Benetton-Ford     | 6      |
| 12   | Aguri Suzuki       | Lola-Lamborghini  | 6      |
| 13   | Éric Bernard       | Lola-Lamborghini  | 5      |
| 14   | Derek Warwick      | Lotus-Lamborghini | 3      |
| 15   | Satoru Nakajima    | Tyrrell-Ford      | 3      |
| 16   | Alex Caffi         | Arrows-Ford       | 2      |
| 17   | Stefano Modena     | Brabham-Judd      | 2      |
| 18   | Maurício Gugelmin  | Leyton House-Judd | 1      |

| Pos. | Écurie            | Points |
| ---- | ----------------- | ------ |
| 1    | McLaren-Honda     | 121    |
| 2    | Ferrari           | 110    |
| 3    | Benetton-Ford     | 71     |
| 4    | Williams-Renault  | 57     |
| 5    | Tyrrell-Ford      | 16     |
| 6    | Lola-Lamborghini  | 11     |
| 7    | Leyton House-Judd | 7      |
| 8    | Lotus-Lamborghini | 3      |
| 9    | Arrows-Ford       | 2      |
| 10   | Brabham-Judd      | 2      |